# 한국벤처농업대학
한국벤처농업대학(Korea Venture Agriculture College)은 농업인 개개인이 변화의 기회를 자각하고 벤처정신을 조화시켜 개성 있는 농업비즈니스를 창출할 수 있도록 지원하기 위해 설립된 농업전문대학이다. 1년 과정으로 운영되며 매달 운영비는 농민 각자가 매달 6만원씩 부담한다. 학장이 총괄하는 대학본부는 충청남도 금산군 추부면 성당리 544-9에, 사무국장이 총괄하는 사무국은 서울특별시 강서구 가양동 449-21번지 한화비즈메트로 2차 702호에 각각 위치하고 있다. 2004년 3월부터 부학장이 총괄하는 제주캠퍼스를 제주특별자치도 제주시에 설립하여 운영하고 있다.

## 연혁
- 2001년 4월      한국벤처농업대학 설립[8]
- 2004년 3월 13일 한국벤처농업대학 제주캠퍼스 개교[9]
- 2006년           한국벤처농업대학원 운영 시작

## 같이 보기
- 한국농수산대학
- 한국수산벤처대학
- 농업협동조합중앙회